# Universidade de Northrop
Universidade de Northrop (em inglês Northrop University) foi uma universidade norte-americana fundada em Inglewood, Califórnia, em 1942 por Jack Northrop da Northrop Aviation, com o objetivo de formar mecânicos e engenheiros aeronáuticos para sua companhia. Originalmente chamada de Instituto Aeronáutico Northrop (Northrop Aeronautical Institute) e posteriormente Instituto de Tecnologia Northrop (Northrop Institute of Technology), sua aula inaugural foi em junho de 1946 para uma turma de 412 alunos contratados e/ou empregados pela Northrop.
Tornou-se independente em 1953, adicionando outros cursos à sua grade. Assolada por problemas financeiros e administrativos, foi à falência em 1993. Apesar da universidade permanecer fechada ao público, seu campus em Inglewood ainda existe.